# Crișul Repede amonte de Oradea
Crișul Repede amonte de Oradea este o arie protejată (arie specială de conservare — SAC, sit de importanță comunitară — SCI) din România, desemnată în scopul protejării biodiversității și menținerii într-o stare de conservare favorabilă a florei spontane și faunei sălbatice, precum și a habitatelor naturale de interes comunitar aflate în arealul zonei de protecție. Situl se află în partea nord-vestică a Transilvaniei, pe teritoriul administrativ al județului Bihor.

## Localizare
Aria naturală este situată în partea central-estică a județului Bihor, pe cursul mijlociu al Crișului Repede, între localitățile Vadu Crișului și municipiul Oradea. Centrul sitului Crișul Repede amonte de Oradea este situat la coordonatele 47°04′01″N 22°15′08″E / 47.067055°N 22.2523°E. Acesta se întinde pe teritoriul administrativ al orașului Aleșd, pe cel al municipiului Oradea și pe cele ale comunelor Aușeu, Ineu, Lugașu de Jos, Măgești, Oșorhei, Săcădat și Tileagd.

## Înființare
Zona a fost declarată sit de importanță comunitară prin Ordinul Ministerului Mediului și Dezvoltării Durabile Nr.1964 din 13 decembrie 2007 (privind instituirea regimului de arie naturală protejată a siturilor de importanță comunitară, ca parte integrantă a rețelei ecologice europene Natura 2000 în România) și se întinde pe o suprafață de 1.996,3 hectare. Situl a fost protejat și ca arie specială de conservare (ROSAC0317) în mai 2022. 

## Biodiversitate

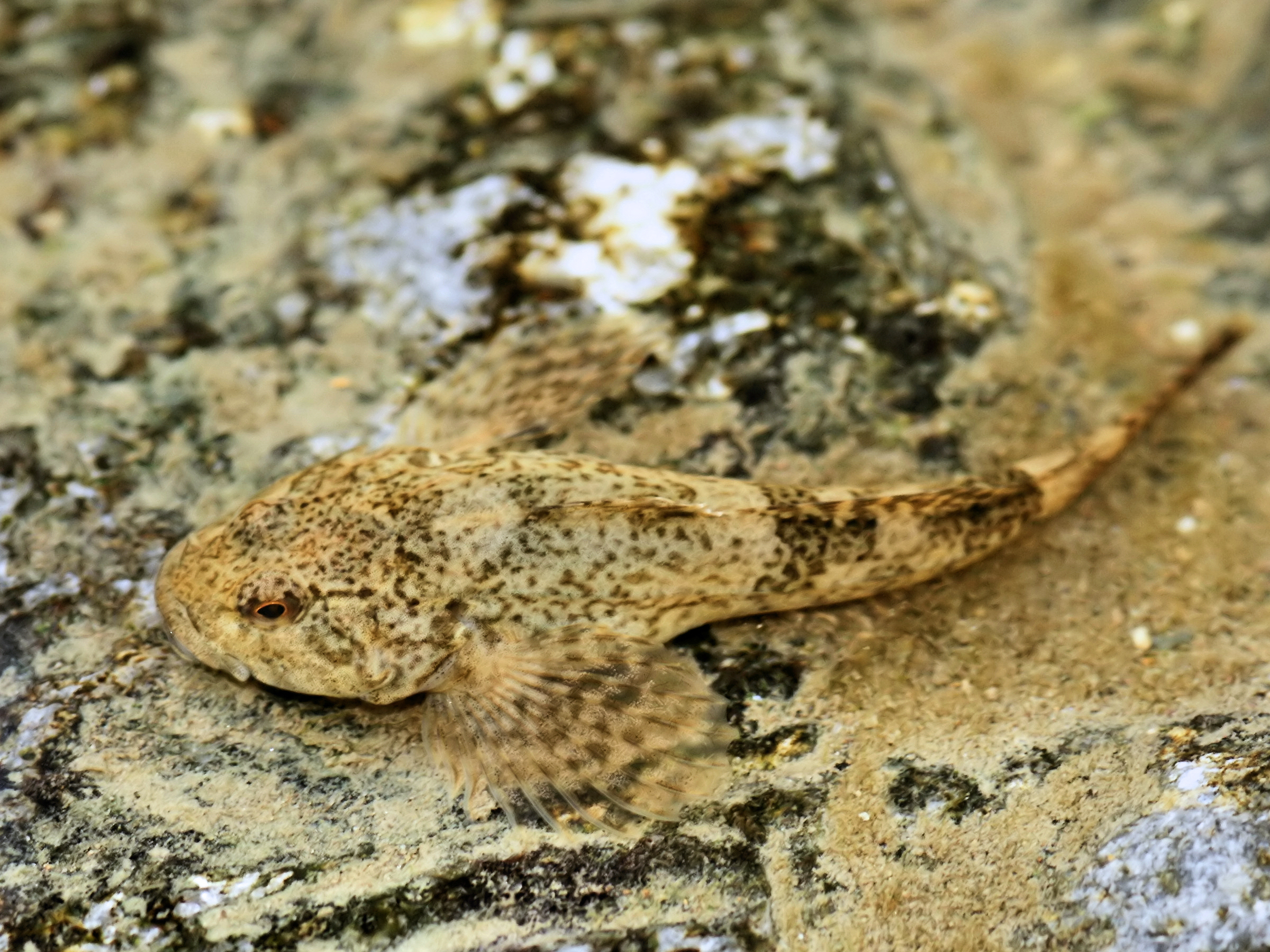
Cottus gobio - specie aflată pe lista roşie a IUCN

Situl reprezintă o zonă umedă (habitate constituite din zăvoaie de Populus alba - plop alb și Salix alba - salcie) în lunca râului Crișul Repede (râuri, mlaștini, lacuri, pajiști, terenuri arabile cultivate și pășuni), ce adăpostește, conservă și protejază o comunitate importantă de scoici  cu indivizi din specia Unio crassus (scoică-mică-de-râu), specie considerată cu risc ridicat de dispariție în sălbăticie și aflată pe lista roșie a IUCN), precum și două specii de pești (aflate pe aceeași listă): boarța, (Rhodeus sericeus amarus) și zglăvoacă (Cottus gobio). 
În arealul sitului este semnalată prezența a două specii de mamifere rare: vidra de râu (Lutra lutra) și liliacul mic cu potcoavă (Rhinolophus hipposideros).

## Căi de acces
- Drumul național DN1 pe ruta: Cluj-Napoca - Huedin - Ciucea - Oradea.